# Popillia anthracina
Popillia anthracina är en skalbaggsart som beskrevs av Hermann Julius Kolbe 1894. Popillia anthracina ingår i släktet Popillia och familjen Rutelidae. Inga underarter finns listade i Catalogue of Life.